# Friederike Riedesel
Friederike Riedesel zu Eisenbach ou Frederika Charlotte Riedesel, née von Massow, en diminutif Fritze, née le 11 juillet 1746 à Brandebourg-sur-la-Havel, morte le 29 mars 1808 à Berlin, est une baronne (Freifrau) et diariste allemande. Épouse du Generalmajor Friedrich Adolf Riedesel, commandant d'une unité de mercenaires allemands au service du Royaume-Uni, elle l'accompagne dans la guerre contre les insurgés nord-américains et partage sa captivité après la défaite de Saratoga, le 17 octobre 1777.
Son journal et sa correspondance, publiés en 1800, constituent un témoignage précieux sur la guerre d'indépendance américaine vue du point de vue de l'armée britannique et d'une unité de prisonniers de guerre.

## Biographie

### Origines et jeunesse
Fille du président Valentin von Massow (de) (1712-1775), fonctionnaire du royaume de Prusse, et de Johanna Friederika Freiin von Krause (ou Crausen, 1726-1813), elle-même fille d'un fonctionnaire ducal du duché d'Œls en Silésie, elle suit son père lorsqu'il part comme commissaire aux armées pendant la guerre de Sept Ans, auprès du duc Ferdinand de Brunswick-Lunebourg, allié de Frédéric II,. Elle est présentée à un militaire brunswickois, le lieutenant-colonel Friedrich Adolf Riedesel, qu'elle soigne alors qu'il a été blessé dans une bataille : fiancée à l'âge de 16 ans, elle l'épouse le 21 décembre 1762 au château Neuhaus près de Paderborn en présence du duc Ferdinand.

### «Voyage professionnel» en Amérique
Elle est mère de deux filles et enceinte d'une troisième lorsque son mari, en application d'un contrat entre le duc de Brunswick et le roi George III du Royaume-Uni, part commander une unité de mercenaires allemands au Canada avec le grade de général. Il part en mars 1776 tandis que sa femme reste à Bristol jusqu'en avril 1777, attendant la naissance de sa fille : elle en profite pour vendre quelques objets antiques et apprendre l'anglais.
En juin 1777, elle rejoint son mari à Trois-Rivières alors qu'il se prépare à marcher avec l'armée du général John Burgoyne en direction d'Albany, base des insurgés en Nouvelle-Angleterre. « Madame la générale », accompagnée de ses filles, suit l'armée dans une calèche et assiste à plusieurs batailles de la campagne de Saratoga. Dans son journal, elle se montre inquiète du manque de sécurité du camp. Pendant la marche, elle s'occupe de soigner les blessés, les autres femmes et ses enfants ; elle dirige les funérailles du général Fraser sous le feu des canons américains.

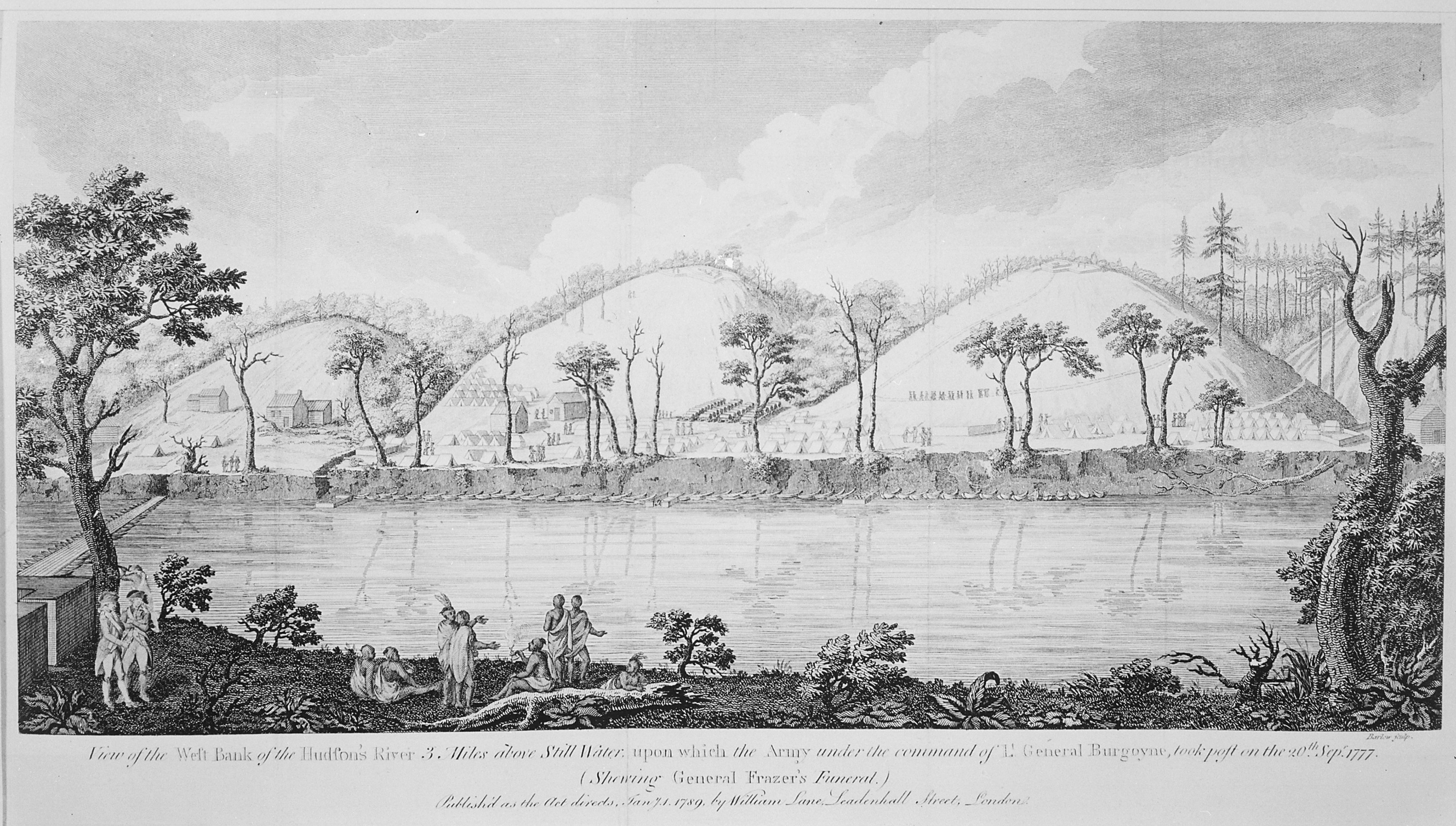
La rive de l'Hudson à l'endroit où furent célébrées les funérailles du général Fraser le 20 septembre 1777, gravure du livre de souvenirs de Thomas Anburey, 1789.

La petite armée britannico-allemande, harcelée tout le long de la marche par les insurgés, n'arrive pas à percer vers New York, alors tenue par les troupes royales. Après la bataille de Saratoga, le général Burgoyne se résigne à faire demi-tour vers le Canada : Friederike Riedesel se montre critique envers le chef anglais et lui fait remarquer que ses hommes meurent de faim. Marchant sous une pluie torrentielle, l'armée est finalement encerclée à Marshall House, aujourd'hui Schuylerville dans le comté de Saratoga où elle établit un hôpital de campagne.
L'armée doit se rendre aux insurgés le 17 octobre. Le couple Riedesel avec ses enfants est placé sous la responsabilité du général Philip Schuyler. En l'absence d'accord entre le Congrès continental et les Britanniques, l'armée de la convention de Saratoga (en) reste captive à Boston, puis en Virginie et enfin à New York, reprise par les Américains, où la famille séjourne de 1779 à 1781. Friederike soigne son mari malade et donne naissance à sa quatrième fille, baptisée America. En 1781, les Riedesel sont autorisés à retourner au Québec : elle a une cinquième fille, baptisée Canada, qui ne survivra pas.

### Retour en Allemagne et dernières années
Après le traité de Paris de 1783 qui met fin à la guerre, les Riedesel peuvent enfin retourner en Europe. Le général Riedesel reçoit, pour prix de ses services, une pension annuelle de 150 livres sterling. Il doit reprendre du service en 1787 dans l'armée prussienne envoyée pour restaurer le stathouder Guillaume d'Orange-Nassau, chassé par les Hollandais.
Il reste ensuite en garnison à la forteresse de Maastricht jusqu'au début de la guerre contre la République française en 1793. Sa mauvaise santé l'oblige alors à prendre sa retraite : il meurt le 6 janvier 1800 à Brunswick.
La même année, Friederike publie son journal de campagne en Amérique avec plusieurs lettres et un récit rédigé par son mari. Elle meurt le 19 mars 1808 à Berlin. Elle est enterrée avec son époux dans le caveau de famille à Lauterbach en Hesse.

## Renommée
Une tradition locale assure que la baronne Riedesel, à son retour à Sorel au Canada en 1781, a planté le premier sapin de Noël, coutume allemande alors ignorée dans le Nouveau Monde.
L'écrivain allemand Klaus Mann, exilé aux États-Unis sous le nazisme, lui consacre un chapitre de son essai Distinguished Visitors. Der amerikanische Traum (« Visiteurs de marque. Le rêve américain ») sous le titre « Eine Kriegskorrespondentin » (« Une correspondante de guerre »).

## Galerie

Mercenaires allemands de l'Empire britannique
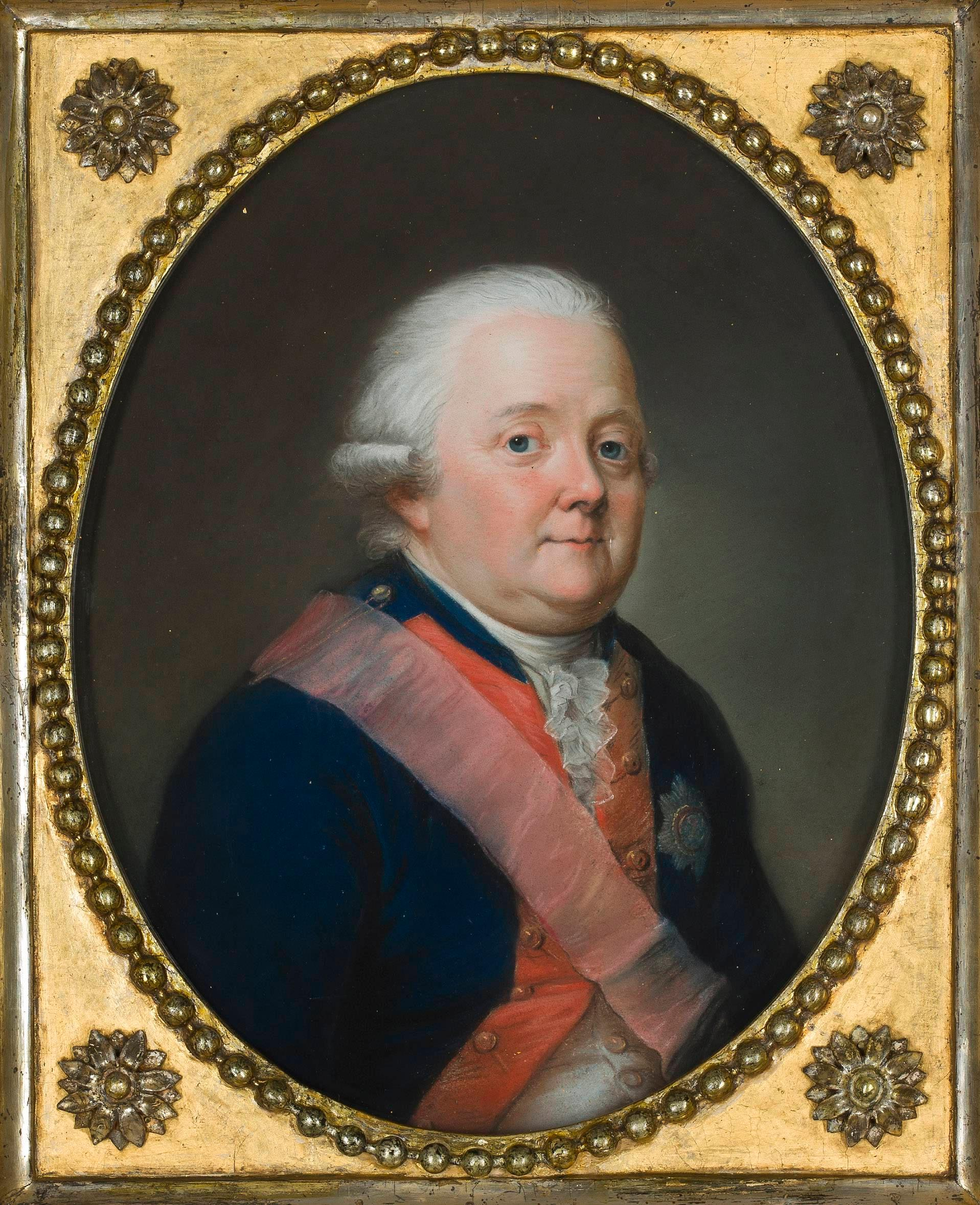
Le général Friedrich Adolf Riedesel, pastel de Johann Heinrich Wilhelm Tischbein, v. 1795.
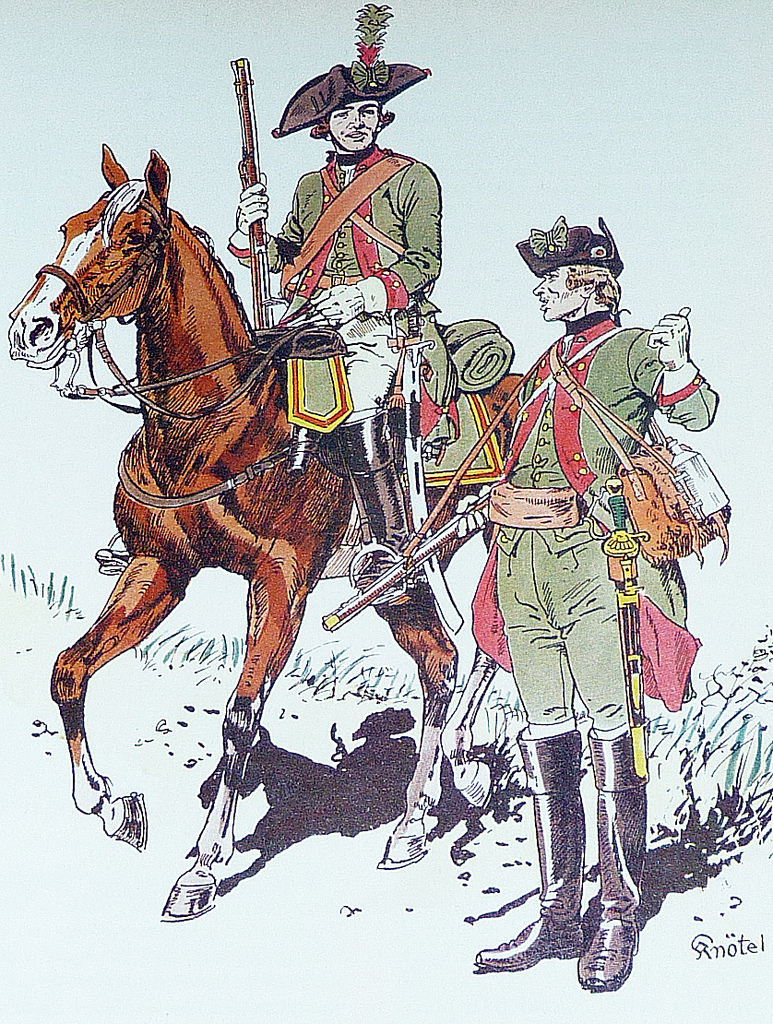
Mercenaires allemands dans la guerre d'Amérique, dessin de Richard Knötel (1857-1914)
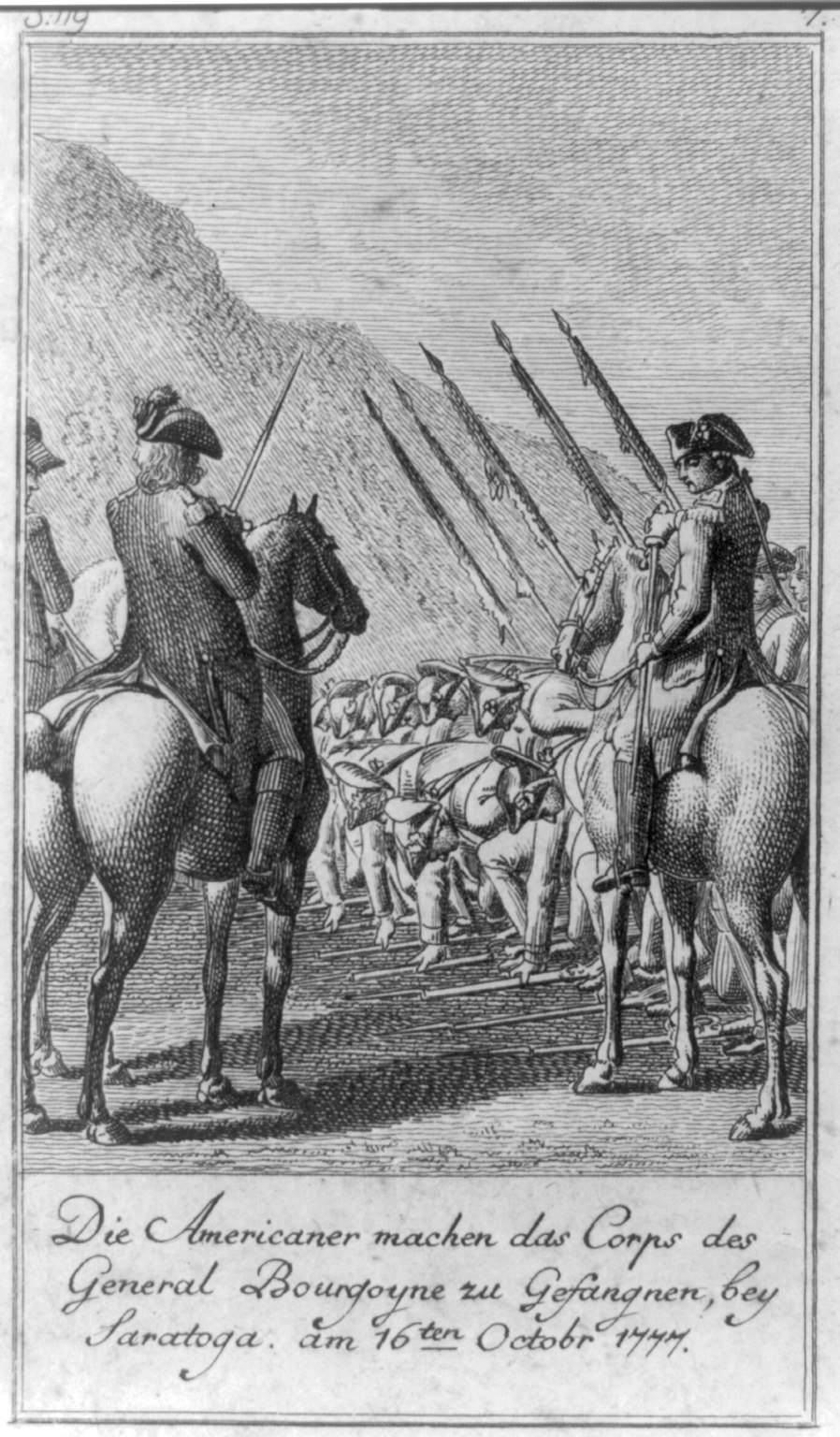
Reddition des Britanniques à la bataille de Saratoga, dessin de Daniel Chodowiecki, 1784.

## Descendance
- Auguste Amalie Leopoldine (1771-1805), mariée à Heinrich, prince de Reuss
- Friedrike (1774-1854), mariée à Friedrich Wilhelm von Reden, ministre prussien
- Karoline (1776-1861)
- Amerika (1780-1856), mariée à Ernst von Bernstorff
- Georg (1785-1854), landmarschall
- Charlotte Hedwig (1788-1848), mariée à Helmuth von Schöning[2]

## Œuvres
- Friederike von Riedesel, Die Berufsreise nach Amerika. Briefe und Berichte des Generals und der Generalin von Riedesel während des nordamerikanischen Kriegs in den Jahren 1776 bis 1783 geschrieben. Edition Corsar, Braunschweig 2006
- Traductions anglaises :
  - Riedesel, Friederike Charlotte Luise, Letters and memoirs relating to the war of American independence, and the capture of the German troops at Saratoga, New York, 1827 
  - Stone, William L., translator (1867). Letters and Journals relating to the War of the American Revolution, and the Capture of the German Troops at Saratoga, by Mrs. General Riedesel